# Blase Joseph Cupich
Blase Joseph Cupich (Omaha, 1949. március 19. –) amerikai római katolikus pap, a Chicagói főegyházmegye érseke, bíboros.

## A kezdetek, tanulmányai
Blase Joseph Cupich 1949. március 19-én született a nebraskai Omahában, horvát származású családban, Blaes és Mary Cupich kilenc gyermekének egyikeként. A nebraskai Elkhornban, a Saint John Vianney Kisszemináriumba járt, majd a nebraskai Omahában, az Archbishop Ryan High Schoolba. Cupich ezután a Saint John Vianney Szemináriumban tanult a minnesotai St. Thomas Egyetemen, ahol 1971-ben filozófiai bakkalaureátust szerzett.
Cupich Rómába ment, hogy az Észak-Amerikai Pápai Kollégium szemináriumában tartózkodjon. Rómában a Gregoriana Pápai Egyetemen tanult, ahol 1974-ben teológiai bakkalaureátust, 1975-ben pedig teológiai mesterdiplomát szerzett. Az Észak-Amerikai Pápai Kollégiumban az osztályában tíz leendő püspök és két leendő bíboros – James Michael Harvey és Raymond Leo Burke – volt. Cupich hat nyelven beszél, köztük angolul és spanyolul.

## Felszentelés és szolgálat
Cupichot Daniel E. Sheegan érsek 1975. augusztus 16-án szentelte az Omahai főegyházmegye papjává az omahai Szent Péter és Pál templomban.
1975-ös felszentelése után a főegyházmegye Cupichot a St. Margaret Mary plébánia segédlelkészeként és az omahai VI. Pál Középiskola tanáraként is beosztotta. 1978-ban áthelyezték az Istentiszteleti Hivatal igazgatójává és az Ifjúsági Bizottság elnökévé 1978-tól 1981-ig. Cupich a washingtoni Amerikai Katolikus Egyetemen végezte el egyetemi tanulmányait, 1979-ben szerzett licenciátust.
1980-ban Cupich az omahai Creighton Egyetemen a papok továbbképzési programjának és a diakónusképzésnek az oktatójaként dolgozott. Ezt követően 1981-ben Washingtonba helyezték át, ahol az Egyesült Államokban működő apostoli nunciatúra titkáraként dolgozott, ahol időnként a misszió szóvivőjeként tevékenykedett. Ez idő alatt Cupich 1987-ben megszerezte a Katolikus Egyetemen teológiai doktorátusát. Disszertációjának címe: „Advent a római hagyományban: Az olvasmányok mint hermeneutikai egységek vizsgálata és összehasonlítása három időszakban”.
1987-ben visszatért Nebraskába, és a bellevuei St. Mary plébánia lelkipásztorává nevezték ki. Két évvel később az ohiói Columbusba ment, hogy a Josephinum Pápai Főiskola elnök-rektoraként szolgáljon. Hét év Columbusban töltött idő után, 1996-ban visszatért Nebraskába, és 1997-ben az omahai Bellarmin Szent Róbert plébánia lelkipásztorává nevezték ki.

## Rapid City püspöke
1998. július 6-án II. János Pál pápa kinevezte Cupichot a Rapid City-i egyházmegye hetedik püspökévé. Cupichot Harry Flynn érsek szentelte fel és iktatta be a Rapid City-i Rushmore Plaza Civic Centerben 1998. szeptember 21-én. Társszentelői Elden Francis és Charles Chaput érsekek voltak.

Cupich püspökként megtiltotta, hogy a gyermekek a tridenti misében részesüljenek elsőáldozásban és bérmálásban. 2002-ben Cupich megtiltotta egy hagyományos misét celebráló közösségnek, hogy a húsvéti triduum liturgiáját a római rítus 1962-es formája szerint celebrálja. Ezt a lépését azzal védte, hogy így szólt:
„Csak keresünk egy alkalmat arra, hogy évente egyszer együtt imádkozhassunk, hogy katolikus egyházként egy pillanatra egységben legyünk... úgy tűnik, hogy az a nap, amikor az Úr mindannyiunkért meghalt, jó nap lenne erre. Ez minden, amiről ez szól.”
Amikor Cupich Spokane-ba költözött, Rapid City következő püspöke feloldotta ezeket a tilalmakat, és visszaállította az eredeti misét.

A 2004-es amerikai elnökválasztás idején Cupich nem támogatta azt a követelést, hogy a papok tagadják meg az eucharisztiát azoktól a katolikus politikusoktól, akik támogatják a nők abortuszhoz való jogát. Azt mondta:
„Nem válogathatunk egyes kérdésekben. Hajlandónak kell lennünk arra, hogy minden kérdésről beszéljünk. A mi álláspontunk a meg nem született gyermekek védelmével kezdődik, de nem ér véget.”
Két évvel később, amikor a dél-dakotai választók egy olyan népszavazást fontolgattak, amely betiltaná az abortuszt, kivéve az anya életének megmentése esetén, Cupich „nyilvános párbeszédre szólított fel... amelyet a civilizáció és a tisztánlátás jellemez.” Három feltételt javasolt a politikai vita lefolytatására:
1. El kell ismerni, hogy mind az abortusz kérdése, mind az abortusz jogi korlátozása elkerülhetetlenül erkölcsi értékek által befolyásolt erkölcsi kérdések;
2. Meg kell állapodni abban, hogy az abortuszról és a jogról folytatott bármilyen vitának el kell ismernie mind a meg nem született gyermek szenvedését az abortusz során, mind a terhes nők szenvedését a szörnyű körülmények között;

3. Elkötelezettséget kell vállalni a civil, interaktív és érdemi párbeszéd mellett.
Nem sokkal a 2008-as amerikai elnökválasztás előtt Cupich egy esszét tett közzé az America-ban a faji kérdésről, amelyben a következőket írta:
Most, hogy közeledik a választás napja, amelyen a nagy pártok egyik elnökjelöltje először lesz afroamerikai származású személy, azzal az érzéssel kell ezt tennünk, hogy bármi is lesz az eredmény, Amerika átlépett egy újabb küszöböt a rasszizmus által nemzetünk egész történelme során okozott sebek begyógyításában. A közelmúltban a médiában a faji alapú szavazással kapcsolatban megjelent híreket tekintve azonban ez a potenciálisan gyógyító pillanat újabb sebek okozásává válhat, ha úgy tűnik, hogy a rasszizmus határozza meg az eredményt. E fenyegető lehetőség miatt érdemes felidézni a katolikusok és minden amerikai számára... a rasszizmus bűn.
Cupich az Egyesült Államok Katolikus Püspöki Konferenciájának (USCCB) Fiatal Felnőttek Bizottságában szolgált 2000 és 2003 között, abban az időszakban, amikor az USCCB elfogadta a Dallasi Chartát, amely a papok helytelen viselkedésével kapcsolatos vádak kezelésére vonatkozó eljárásokat határozta meg. 2005 és 2006 között ismét az USCCB átnevezett Gyermek- és Ifjúságvédelmi Bizottságának tagja volt. Cupich 2008-ban lett a bizottság vezetője.

A 2008-as amerikai elnökválasztást követően Cupich azt tanácsolta amerikai püspöktársainak, hogy találják meg a módját, hogyan tudnának együttműködni az új Obama-kormányzattal:
„Tartsuk észben, hogy a feljelentés próféciája gyorsan elkopik, és úgy tűnik nekem, hogy amire szükségünk van, az a szolidaritás próféciája, a közösséggel, amelyet szolgálunk, és a nemzettel, amelyben élünk.”

## Spokane püspöke
2010. június 30-án XVI. Benedek pápa kinevezte Cupichot a Spokane-i egyházmegye püspökévé. Beiktatására 2010. szeptember 3-án került sor a washingtoni Spokane-ban található Gonzaga Egyetemen tartott ünnepségen.

2011-ben Cupich lebeszélte az egyházmegye papjait és szeminaristáit arról, hogy a Planned Parenthood klinikák előtt tüntessenek, vagy támogassák a 40 nap az életért abortuszellenes mozgalmat. Cupich később pontosította álláspontját, mondván, hogy nem tiltja meg a papoknak, hogy a klinikák előtt imádkozzanak. Cupich azonban azt mondta, hogy:
„Az abortuszról szóló döntések általában nem a klinikák előtt születnek – ezeket konyhaasztaloknál és nappalikban hozzák meg, és gyakran egy testvér, lány, rokon vagy barát bevonásával, akire esetleg nyomást gyakorolt vagy elhagyta az a férfi, aki a gyermek apja volt.”
2011 februárjában egy philadelphiai esküdtszéki vizsgálat megállapította, hogy a Philadelphiai főegyházmegye 37 papnak engedélyezte, hogy aktív szolgálatban maradjon, annak ellenére, hogy visszaélésekkel vagy helytelen viselkedéssel vádolták őket. Cupich 2011 márciusában nyilatkozott:
Ez sok ember számára zavaró és demoralizáló. Mindneki nagyon szomorú emiatt, mert az emberek nagyon keményen dolgoznak, minden egyes nap, hogy végrehajtsák a chartát. És az, hogy ez megtörtént, tényleg fájdalmas mindannyiunk számára.
Cupich később „anomáliának” nevezte a philadelphiai eseményeket. Elmondta, hogy az amerikai püspökök a Dallas Charta (2002) néven ismert, elfogadott reformjaik nagy részét végrehajtották, és hozzátette: „Ha azt akarjuk, hogy az emberek bízzanak bennünk, akkor nekünk is bíznunk kell bennük. Ezért mindent megteszünk azért, hogy átláthatóak legyünk velük.”

Júniusban Cupich ismét a Dallasi Chartára mutatott rá, amely szerinte kevés módosításra szorul. Hangsúlyozta a megfelelő végrehajtás szükségességét:
Nem a charta a probléma. Nekem úgy tűnik, hogy az a kérdés, hogy az emberek megfelelően használják-e a chartát viszonyítási pontként. ... Úgy véljük, hogya charta ikonikus státusszal rendelkezik. Úgy gondoljuk, hogy a 2002-ben hozott döntéseink jelentősek voltak. Ezek nemcsak a gyakorlatban és a politikában, hanem szerintem a kultúrában is változást hoztak, és ezért nem fogunk visszalépni ettől a kötelezettségvállalástól, hogy bármilyen változtatást hajtsunk végre.
Cupich 2011-ben három hónap alatt kiadta „Az új római misekönyv: A megújulás ideje”, egy történelmi áttekintést a liturgikus megújulásról, hogy bemutassa a Római Misekönyv új angol nyelvű fordítását. Kedvezően írt a papnak a misében az ad orientemről a versus populorum irányítására való áttérésről; siránkozott azok felett, akik nem fogadják el a II. vatikáni zsinat utáni Római Misekönyv változásait; kedvezően írt a két szín alatti áldozásról és a népnyelvi miséről, a nem nyugati inkulturációról a liturgiában, a laikusok liturgiában való részvételéről, mint az aktív részvétel lakmuszpapírjáról, és a rubrikák egyszerűsítéséről.
2012 áprilisában Cupich támogatta a Gonzaga Egyetem döntését, hogy meghívja Desmond Tutu püspököt, hogy beszéljen a diplomaosztó ünnepségen, és tiszteletbeli diplomát kapjon. A Newman Bíboros Társaság és az abortuszellenes aktivisták tiltakoztak a megjelenése ellen.

Amikor a választók 2012 novemberében népszavazáson szembesültek az azonos neműek házasságának legalizálásáról Washington államban, Cupich írt egy lelkipásztori levelet, amelyben először is megjegyezte, hogy a kérdést gyakran a személyes szimpátia és „az egyenlőség kérdése” szempontjából látták:
A házasság újradefiniálásának támogatóit gyakran az együttérzés motiválja azok iránt, akik bátorságot mutatnak azzal, hogy nem hajlandóak a szexuális irányultságuk miatti elutasítástól való félelemben élni. Ez az érzés nagyon személyes, hiszen azok, akik szenvedtek és szenvednek, közeli és szeretett barátaik és családtagjaik. Ez az együttérzés a homoszexuálisok elleni erőszak, az emberi méltóságukat megalázó verbális támadások, valamint a szexuális identitásukkal küzdő vagy emiatt zaklatott tizenévesek öngyilkosságai miatt kovácsolt tragikus nemzeti történetekre reagálva. Ennek eredményeképpen a népszavazás támogatói gyakran szenvedélyesen beszélnek arról, hogy újra egyensúlyba kell hozni az igazságosság mérlegét.
Cupich ezután „érdemi nyilvános vitára szólított fel … amelyet tisztelettel, őszinteséggel és meggyőződéssel folytassunk” és kérte, hogy „alaposan fontolják meg” az egyház álláspontját a népszavazással kapcsolatban. Egy tolerancia nyilatkozattal zárta, amely megkülönböztette az egyházat a népszavazás ellenzőitől:
Azt is nagyon világosan szeretném leszögezni, hogy álláspontunk kinyilvánításával a katolikus egyház nem tolerálja, ha ezt a pillanatot arra használják fel, hogy ellenségeskedést szítsanak a homoszexuális személyekkel szemben, vagy hogy gyűlöletkeltő és emberi méltóságukat semmibe vevő programokat támogassanak.
Cupich kifejtette a katolikus egyház álláspontját a washingtoni népszavazással kapcsolatban: hogy Washingtonban a bejegyzett élettársi kapcsolatok már megadták az azonos nemű pároknak a házassággal járó összes jogosítványt, így az egyenlőség nem volt kérdés; hogy a népszavazás a különböző neműek és az azonos neműek közötti kapcsolatokat azonosnak, nem pedig egyenlőnek próbálja beállítani; hogy figyelmen kívül hagyja a férfiak és nők közötti valódi különbségeket, valamint azt, hogy „a fiúk és a lányok abból tanulják meg a nemek közötti különbséget, ahogyan azt az anyjuk és az apjuk megéli”; hogy az anya és az apa kifejezések eltávolítása a jogi dokumentumokból megváltoztatja a családi kapcsolatokról való gondolkodásunkat; hogy a házassági jog egyéb jellemzőire, például a rokonok közötti házasság korlátozására vagy a házasság két személyre való korlátozására gyakorolt hatás nem ismert; és hogy nem az a kérdés, hogy a házasság vallási vagy világi meghatározása fog-e érvényesülni: „A házasság vagy az egyház vagy az állam előtt is létezett. Az emberi természetünkbe van beleírva.”

Cupich 2013. január 22-én a Connecticut állambeli Newtownban található Sandy Hook Általános Iskolában néhány héttel korábban történt 20 gyermek meggyilkolására utalva azt írta, hogy:
„Az igazság győzni fog, és hinnünk kell abban, hogy egy olyan nemzet, amelynek kollektív szíve képes megtörni és gyászolni a Newtownban lemészárolt gyermekeket, képes és Isten kegyelméből képes lesz egy napon gyászolni az anyaméhben megölt csecsemőket.”
Cupich megengedte a Katolikus Karitász munkatársainak, hogy segítsenek az embereknek regisztrálni az egészségbiztosításra a 2010-es megfizethető ellátási törvény alapján, ellentétben a legtöbb más püspökkel. Azt mondta:
Az egészségügyi ellátást alapvető emberi jognak tekintjük, és hisszük, hogy az embereknek hozzáférést kell biztosítani a megfizethető egészségügyi ellátáshoz, hogy teljes életet élhessenek. Biztosítani szeretnénk, hogy azok az emberek, akik nem jutnak könnyen megfizethető ellátáshoz, hozzáférjenek. Ez egy olyan program, amely ezt lehetővé teszi.
2014 júniusában Cupich az Amerikai Katolikus Egyetemen tartott konferencián beszélt a libertarianizmusra adott katolikus válaszról, amelyet részletesen bírált:
Azzal, hogy az emberi méltóságot elválasztják a szolidaritástól, a libertáriusok olyan irányba mozdulnak el, amely nemcsak a gazdasági élet értelmére és a politika céljára van óriási hatással a globalizáció világában, hanem olyan irányba is, amely nincs összhangban a katolikus társadalmi tanítással, különösen ahogyan azt Ferenc pápa kifejti.
A libertarianizmus alternatívájaként Cupich Ferenc pápa néhány nézetét támogatta, beleértve „a tudás és a tanulás módjának másfajta megközelítését”, „biztosítva, hogy az eszmék párbeszédet folytassanak a valósággal”, valamint felhívását „a kirekesztés gazdaságától a találkozás kultúrájára és a kísérés szükségességére való áttérésre”, amelyben – magyarázza – „az ember a másikkal találkozik, nem önmagával. A találkozás és a kísérés hangsúlyozása leleplezi a libertarianizmus nehézségét, mivel annak kimondott célja az emberi autonómia növelése, mint prioritás.” Zárásként kifejezte „a libertarianizmussal kapcsolatos komoly aggodalmait, amelyek kihatnak a lelkipásztori életre”, a fiatalok tanácsadásának nehézségeit, akiknek „belső élete veszélyben van egy olyan világban, amely arra bátorítja őket, hogy saját érdekeikben ragadjanak le.” Ferenc pápa a kortárs kapitalizmus kritikája szerinte „a ... kihívást jelentő gazdasági és politikai megközelítések gazdag hagyományához kötődik, amelyek nem képesek az emberi méltóságot a maga teljességében prioritásként kezelni.”

## Chicago érseke
A Vatikán 2014. szeptember 20-án jelentette be, hogy Ferenc pápa elfogadta Francis George bíboros lemondását a chicagói érseki tisztségről, és Cupichot nevezte ki utódjául. Beiktatására 2014. november 18-án került sor. Beiktatása előtt Cupich bejelentette, hogy a Szent Név-székesegyházban fog lakni egy lakosztályban, nem pedig a Gold Coast kerületben lévő kúriában, amely hagyományosan a chicagói érsekek rezidenciájaként szolgált.
Cupich 2015. április 30-án jelentette be a főegyházmegye jelentős átszervezését. Körülbelül 50 főegyházmegyei alkalmazott fogadta el az érsekség által felajánlott korkedvezményes nyugdíjcsomagokat. Kinevezte a szeminárium rektorát, a metropolitai törvényszék igazgatóját és a kancellárt, miközben megerősítette Ronald Hicks atyát általános helynökként és Betsy Bohlent, a korábbi pénzügyi igazgatót, operatív vezetőként. Cupich egy új Spanyol Tanácsot (Consejo) hozott létre, amelynek székhelye az Illinois állambeli Ciceróban, egy erősen spanyolajkú területen található templomban volt. 2021 márciusában az érsekség bejelentette, hogy 13 plébániát öt klaszterbe kívánnak egyesíteni, hogy a Chicagótól délre fekvő régiókat szolgálják.
A Chicago Tribune-ben 2015. augusztus 3-án, a Planned Parenthood 2015-ös titkos videókkal kapcsolatos vita idején Cupich megismételte George bíboros felhívását, hogy „nemzetként kötelezzük el magunkat az élet következetes etikája mellett.”  Azt írta, hogy „a védtelen gyermekek maradványaival való kereskedelem különösen visszataszító” és hogy „nem kevésbé kellene megdöbbennünk azon emberek ezrei iránti közömbösségtől, akik naponta meghalnak a megfelelő orvosi ellátás hiánya miatt; akiket a tönkrement bevándorlási rendszer és a rasszizmus megtagad a jogaiktól; akik éheznek, munkanélküliek és nélkülöznek; akik az erőszak árát fizetik meg a fegyverekkel telített városrészekben; vagy akiket az állam az igazságszolgáltatás nevében kivégez.” Raymond J. de Souza atya a National Catholic Registerben kritizálta a Joseph Bernardin bíboros által az 1980-as évek közepén felajánlott „következetes életetika” szerinte „következetlen” gyakorlatát Cupich részéről, azzal érvelve, hogy ez „elsősorban az abortuszkérdés sürgősségének lekicsinylését szolgálja.” Cupich elmarasztalta Bruce Rauner illinois-i kormányzót, amiért jóváhagyta az abortuszhoz való jogot, miután állítólag megígérte, hogy nem fogja, és egy chicagói „Menet az életért” gyűlésen Cupich azt mondta, hogy az abortusz fontos kérdés, és azzal érvelt, hogy más kérdésekben az egyház tanúságtétele hiányosnak tűnik, mondván: „Nekünk is törődnünk kell azzal a babával, ha az a baba megszületik.”
2021. december 27-én, a Traditionis custodes motu proprio júliusi kiadását, majd az Istentiszteleti és Szentségi Fegyelmi Kongregáció által decemberben kiadott irányelvek kiadását követően Cupich korlátozásokat rendelt el a hagyományos latin mise ünneplésére a főegyházmegyében. Megtiltotta a hagyományos rítus használatát minden hónap első vasárnapján, karácsonykor, a húsvéti triduumon, húsvétvasárnap és pünkösdvasárnap. Cupich támogatta a Traditionis custodes motu proptiot, amely a II. vatikáni zsinat utáni egységes, rendes miserítushoz való visszatérés előmozdítását célozta.
2022 júniusában a Vatikán kinevezte Cupichot az Istentiszteleti és Szentségi Fegyelmi Dikasztérium tagjává. 2022. július 16-án kiszivárgott, hogy Cupich azt tervezi, hogy bezárja a Krisztus Király Szuverén Papi Intézet által működtetett chicagói plébániákat, amelyek a misekönyv 1962-es kiadása szerint celebrálják a misét. Cupich állítólag azt tervezte, hogy 2022. augusztus 1-től visszavonja az intézethez tartozó papoknak az egyházmegyében való működési engedélyét. 2022. augusztus 1-jén az intézet felfüggesztette a nyilvános szentmisék és szentségek celebrálását a Krisztus Király templomban, a székhelyén. Ezt a döntést vélhetően Cupich nyomására hozták meg.
2024. augusztus 19-én Cupich tartotta a nyitóbeszédet a 2024-es chicagói Demokratikus Nemzeti Kongresszuson. Néhány konzervatív katolikus és abortuszellenes aktivista kritizálta Cupichot, amiért nem foglalkozott az abortusszal a felszólalásában.

### Családszinódus
2015. szeptember 15-én Ferenc pápa kinevezte Cupichot a 2015 októberében Rómában tartandő püspöki szinóduson való részvételre, hozzáadva őt az USCCB által javasoltakhoz. Ott támogatta azokat a javaslatokat, amelyek az újraházasodott személyek számára utat biztosítanának a szentáldozásban való részvételhez, és tiszteletben tartanák azokat a döntéseket, amelyeket az újraházasodottak vagy a meleg párkapcsolatban élők „lelki életükkel kapcsolatban hoznak.” Cupich azonosult azokkal a püspökökkel, akik egy olyan lelkipásztori megközelítést részesítettek előnyben, amely az egyes személyek sajátos körülményivel való találkozással kezdődik, és kiemelte a lelkiismeret fontosságát. Cupich azt mondta:
„Próbálok segíteni az embereknek az út mentén. Az emberek pedig jó lelkiismerettel döntenek. Aztán a mi feladatunk az egyházzal az, hogy segítsük őket továbblépni, és ezt tiszteletben tartsuk. A lelkiismeret sérthetetlen. És ezt tiszteletben kell tartanunk, amikor döntést hoznak, és én minidg is ezt tettem.”
Az azonos neműek párok áldozásával kapcsolatban a következőket mondta:
„Lelkipásztorként az a feladatom, hogy segítsem őket abban, hogy az egyház objektív erkölcsi tanítását szemlélve megkülönböztessék, mi Isten akarata, ugyanakkor pedig a megkülönböztetés időszakán keresztül segítsem őket abban, hogy megértsék, mire hívja őket Isten az adott pillanatban. Ez mindenkinek szól. Úgy gondolom, hogy ügyelnünk kell arra, hogy ne beskatulyázzunk egy csoportot, mintha nem tartoznának az emberi családhoz, mintha más szabályok vonatkoznának rájuk. Ez nagy hiba lenne.”

### Bíboros
2016. október 9-én Ferenc pápa bejelentette, hogy a 2016. november 19-i konzisztóriumon Cupichot a Bíborosi Kollégiumba emeli. A konzisztóriumon a San Bartolomeo all'Isola-bazilikát jelölték ki címtemplomául.

### Viganò vita
2018. augusztus 25-én Carlo Maria Viganò érsek, volt amerikai apostoli nuncius, 11 oldalas levelet adott ki, amelyben egy sor figyelmeztetést írt a Vatikánnak az akkori Theodore McCarrick bíboros szexuális visszaéléseivel kapcsolatban. Viganò azt is állította, hogy McCarrick és mások „megrendezték” Cupich chicagói érsekké és Joseph Tobin püspök Newark érsekévé való kinevezését. Cupich válaszában elmondta, hogy Viganò a chicagói kinevezésekor azt mondta Cupichnak, hogy ez „nagy örömhír” és hogy Viganò gratulált neki és támogatásáról biztostotta. Cupich később azt mondta: „Nem hiszem, hogy szükségem lett volna egy emberre, aki a szószólóm.”

Egy 2018. augusztus 27-i interjúban Cupich azt mondta, hogy a Viganò-levél nyelvezete politikai jellegűnek tűnik:
„Annyira szétszórt volt, hogy nehéz volt kiolvasni, hogy ez valamilyen módon ideológiai jellegű volt-e, vagy pedig bosszú volt másoknak a személyes sérelmekért, mret volt néhány ember a múltjában, akikről úgy érezte, hogy rosszul bántak vele.”
Cupichot „meglepte” a Viganò vele kapcsolatban használt negatív nyelvezete.

A WMAQ-TV-nek adott interjújában Cupich még aznap azt mondta:
„A pápának nagyobb céljai vannak. Más dolgokkal kell foglalkoznia – a környezetvédelemről, a migránsok védelméről és az egyház munkájának folytatásáról. Nem fogunk ezzel kapcsolatban egy nyúl üregbe zuhanni.”
Cupich később kijelentette, hogy a WMAQ-nak tett megjegyzései nem a papság által elkövetett visszaélésekre vonatkoztak, amelyeket fel kell tárni, jelenteni kell, bocsánatot kell kérni és véget kell vetni. Amikor a pápát bírálókról kérdezték, Cupich őszintén válaszolt: „Őszintén szólva azért sem szeretik őt, mert latinó.” Ferenc pápa Argentínában született és nőtt fel, miután szülei Észak-Olaszországból bevándoroltak az országba.

## Egyéb hivatalok
Az USCCB-n belül 2008 óta a gyermekek és fiatalok védelmével foglalkozó püspöki bizottság elnöke, és tagja a Szentírás-fordítással foglalkozó ad hoc bizottságnak. Tagja volt a liturgiával foglalkozó bizottságnak, a kommunikációs bizottságnak és a katekizmus használatát felügyelő ad hoc bizottságnak. A Katolikus Hitterjesztési Társaság és a Katolikus Kölcsönös Segélyszervezet vezetőségi tagja is. A minnesotai St. Paulban működő Szent Pál Szeminárium igazgatótanácsában, a helyi Serra Club püspöki tanácsadójaként, valamint a Nemzeti Lelkipásztori Élet Központ igazgatótanácsának tagjaként szolgált. 2013 márciusában kezdte meg hároméves ciklusát a Nemzeti Katolikus Oktatási Szövetség elnökeként.
2016. július 7-én Ferenc pápa Cupichot a Püspöki Kongregáció tagjává nevezte ki. Miután Cupichot kinevezték a Bíborosi Kollégiumba, 2017-ben a Tanulmányi Intézetek Katolikus Nevelésügyi Kongregációja tagjává is kinevezték. A vatikáni kongregációk tagjainak megbízatása általában öt évre szól.
Cupich az USCCB Ökumenikus és Vallásközi Ügyek Bizottsága által támogatott Nemzeti Katolikus-Muszlim Párbeszéd Bizottsága katolikus társelnöke. Az Illinois állambeli Mundeleinben található Saint Mary of the Lake Egyetem kancellárja.